# Požár v teguském metru

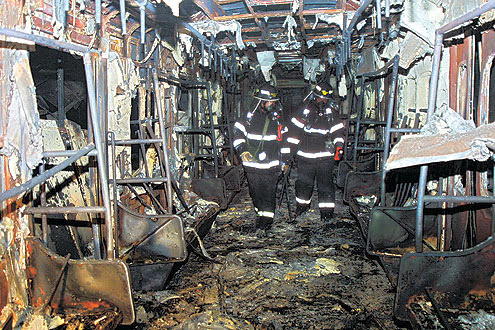
Jedna z vyhořelých souprav

Požár v teguském metru byl katastrofou, která se odehrála 18. února 2003 v teguském metru v Jižní Koreji. Při ní bylo 192 lidí zabito a dalších 151 zraněno. Požár vlaku byl vyvolán žhářem, vlak byl následně nucen zastavit na stanici Jungangno. Požár se potom rozšířil i na druhý vlak, který do stanice vjel o pár minut později z opačné strany.

## Žhář
Žhářem byl Kim Dae-han, šestapadesátiletý bývalý řidič taxíku, v té době nezaměstnaný. V listopadu 2001 přežil cévní mozkovou příhodu, která ho částečně paralyzovala. Kim byl nespokojen s jeho lékařským ošetřením a procházel depresivním obdobím. Později sdělil policii, že se chtěl zabít, ale chtěl tak učinit na přeplněném místě spíše než o samotě. Podle svědků nasedl 18. února na vlak metra číslo 1079 linky 1 ve směru na Daegok. Sebou si nesl tašku obsahující dva zelené kartony od mléka naplněné hořlavou tekutinou, nejspíše ředidlem anebo benzínem. 

## Žhářství
Jakmile vlak opustil okolo 9.53 ráno stanici Banwoldang, Kim začal vybalovat kartony a cigaretový zapalovač, což varovalo ostatní cestující, kteří se ho pokusili zastavit. Během vzájemného zápasu mezi Kimem a ostatními cestujícími se jeden z kartonů rozlil a jeho obsah způsobil požár v okamžiku, kdy se vlak blížil do stanice Jungangno. Kimovi (jehož záda a ruka chytly) se podařilo spolu s ostatními cestujícími vlaku metra číslo 1079 uniknout, avšak během následujících dvou minut se oheň rozšířil do všech šesti vagonů.  
O vzniklé situaci  řidič vlaku Choi Jeong-hwan dispečery metra neinformoval.   

### Chyby v komunikaci o katastrofě
Jakmile se stal kouř viditelným na obrazovkách dispečerů metra, informovali řidiče vlaku 1080 jedoucího z opačného směru Choiho Sanga-yeola a poradili mu jet opatrně, jelikož ve stanici vznikl požár. Vlak číslo 1080 vjel do stanice Jungangno a zastavil podél hořícího vlaku 1079 zhruba o čtyři minuty později. Jeho dveře se pouze pootevřely a poté zavřely, zjevně ve snaze zabránit toxickému kouři, který vyplnil stanici, vniknout do vlaku. Krátce po příjezdu vlaku 1080 byl vypnut přívod proudu automatickým detektorem požáru, čímž bylo vlaku 1080 zabráněno stanici opustit. 
Zápisy ukazují, že Choi Sang-yeol třikrát oznámil cestujícím ve vlaku 1080, aby zůstali sedět, zatímco se pokoušel vyhledat nadřízené. Nakonec mu bylo řečeno, aby rychle šel někam jinam a vypnul motor. Choi poté otevřel dveře a uprchl, během toho ale z vlaku vyndal hlavní klíč, což ale vypnulo baterie, které napájely dveře, a tím pasažéry uzamkl uvnitř. Pozdější vyšetřování ukázalo, že tímto krokem bylo ve voze uvězněno 79 pasažérů a na následky požáru tam zemřelo.  
Neadekvátní vybavení pro nouzové situace katastrofu jen zhoršilo. Tegueské sítě metra nebyly vybaveny hasicími přístroji, stanice taktéž postrádaly nouzové osvětlení. Mnoho obětí se nemohlo ve tmavé zakouřené stanici zorientovat a následně zemřeli následkem udušení. Nouzová ventilace se také ukázala být nedostatečnou. 
Požár samotný byl uhašen okolo půl druhé hodiny odpoledne, toxicita kouře ale zamezila vstupu do stanice po následující tři a půl hodiny. 

## Oběti
Intenzita požáru téměř znemožnila přesné určení počtu obětí. Mnoho z nich bylo ještě před rozpoznáním spáleno, někteří až na kost, což si kvůli identifikaci vyžádalo analýzu DNA. Všeobecně se věří, že bylo celkem 192 obětí, z nich bylo celkem 185 identifikovatelných, dalších 6 nemohlo být identifikováno na začátku (tři z toho byli identifikováni později pomocí DNA analýzy) a jeden další je pohřešován, ale jeho ostatky nemohly být nalezeny. 
Jelikož se incident odehrál během ranní dopravní špičky, mnoho z obětí byli studenti anebo mladé ženy zaměstnané v obchodních domech ležících v centru města, které otvíraly v 10:30. Mnoho lidí kontaktovalo své nejbližší prostřednictvím mobilních telefonů, mobilní operátoři následně uvolnili své záznamy, aby úřadům pomohly odhalit, kdo byl v tu chvíli ve stanici. 

## Vyšetřování
Choi Sang-yeol nebyl následujících 10 hodin po nehodě k zastižení. Vyšetřovatelé se později dozvěděli, že se během té doby spojil s lidmi ze společnosti metro provozující. Hlavní klíč z vlaku 1080 byl nalezen v depu v Ansimu. Chybějící transkripty radiové komunikace vyvolaly podezření na pokus o zakamuflování situace. 
V únoru 2003 úřady zatkly Kima Daea-hana, který byl v tu dobu ošetřován v nemocnici. Zatčeni byli také oba Choiové a šest lidí ze společnosti provozující metro. Jejich nadřízený dostal ten samý den výpověď. 

## Důsledky
Incident zapůsobil na celou Jižní Koreu a měl důsledky i v mezinárodním měřítku. 
Úředníci slíbili nainstalovat lepší bezpečnostní vybavení do stanic metra. Šest stanic metra bylo kvůli údržbě vypnuto, obnoveny byly v dubnu roku 2003. Tragédie spustila debaty o tom, jestli náhodou Jižní Korea příliš nešetří na bezpečnosti během své rapidní industrializace. Několik vlaků metra v celé zemi bylo následně během několika málo let po této nehodě upraveno, aby lépe vyhovovaly protipožárním standardům. 
7. srpna odsoudil teguský soud Choiho Sanga-yeola, řidiče vlaku 1080 a Choio Jeonga-hwana, řidiče vlaku 1079 k pěti, resp. čtyřem letům vězení za nedbalostní trestné činy. Kim dae-han byl odsouzen ze žhářství a zabití a ačkoli rodiny obětí a prokuratura volala po trestu smrti, soud ho odsoudil pouze na doživotí, kvůli jeho lítosti. Kim zemřel ve vězení 31. srpna 2004 v Jinju, příčina smrti je neznámá.